# Papua-Nova Guiné nos Jogos Olímpicos de Verão de 1992
Papua Nova Guiné competiu nos Jogos Olímpicos de Verão de 1992 em Barcelona, Espanha.

## Resultados por Evento

### Atletismo
100 m masculino
- Bernard Manana
  - Eliminatórias — 11.35 (→ não avançou)

Revezamento 4x400 m masculino
- Baobo Neuendorf, Kaminiel Selot, Selot Bernard, e Manana Subul Babo
  - Eliminatórias — 3:13.35 (→ não avançou)

400 m com barreiras masculino
- Baobo Neuendorf
  - Eliminatórias — 53.30 (→ não avançou, sem classificação)

10.000 m masculino
- Rosemary Turare
  - Eliminatórias — 42:02.79 (→ não avançou)

### Vela
Classe Lechner masculino
- Graham Numa
  - Classificação final — 438.0 pontos (→ 43º lugar)